# Бахр ел Газал (река)
Бахр ел Газал (такође Бахр ал Газал и Бар ал Газал или Бар ел Газал; на арапском بحر الغزال) је река у Јужном Судану. Име се преводи као „река газела“. Судански регион Бахр ал Газал је добио име по овој реци.
Бахр ал Газал је највећа западна притока Нила. Њена дужина је 716 km. Ова река протиче кроз мочварну област Суд до језера Но, где се спаја са Белим Нилом.

## Хидрологија
Речни слив Бахр ал Газала је највећи слив у склопу слива реке Нил са површином од 520.000 km², али са релативно малом количином воде због мале просечне годишње вредности протицаја која износи 2 m³/s, због великих количина воде које се губе у мочварној области Суд. Сезонски, речни протицај варира од 0 до 48 m³/s.
Према неким изворима, река се формира на ушћу Гур реке и реке Бахр ал Араб. Други извори наводе да се река формира у мочварној области Суд без одређеног изворишта, да се река Гур придружује код језера Амбади, а Бахр ал Араб низводно. Површина слива реке и њених притока је 851 459 km² и подручје слива се протеже на запад до Централноафричке републике и на северозапад до региона Дарфур.